# Leucophenga jacobsoni
Leucophenga jacobsoni är en tvåvingeart som beskrevs av Oswald Duda 1926. Leucophenga jacobsoni ingår i släktet Leucophenga och familjen daggflugor. Inga underarter finns listade i Catalogue of Life.